# Mona Caird
Mona Caird (nacida Mona Alison, también llamada Alice Mona Henryson Caird) (Ryde, 1854?-Hampstead, 1932) fue una novelista británica y ensayista cuyos puntos de vista feministas suscitaron controversia a finales del siglo XIX

## Biografía
Ella nació en Ryde en la isla de Wight, hija de John Alison, un inventor de Midlothian. En 1877, se casó con el granjero James Alexander Henryson-Caird, hijo de Sir James Caird en cuyas tierras de Cassencary trabajaba. Su esposo apoyaba la independencia de Mona, y aunque él residió principalmente en Casencary, ella pasaba allí sólo unas pocas semanas al año, pasando la mayor parte del tiempo en Londres y viajando al extranjero. Se relacionó con personajes literarios, incluyendo a Thomas Hardy que admiraba su obra, y se educó a sí misma en muchos temas de las humanidades y las ciencias. Los Caird tuvieron sólo un hijo, Alister James en 1884, y permanecieron casados hasta su muerte en 1921.
Sus primeras dos novelas pasaron desapercibidas. Su nombre llamó la atención de la opinión pública en 1888 cuando se publicó su largo artículo «Marriage». En él analizaba las indignidades que históricamente sufrieron las mujeres en el matrimonio y llamó a su estado actual un «fracaso vejatorio», defendiendo la igualdad y autonomía de los cónyuges. Considerando que sus puntos de vista sobre el matrimonio habían sido malinterpretados, publicó otro artículo «Ideal Marriage» ese amismo año. Sus numerosos artículos sobre el matrimonio y temas femeninos escritos desde 1888 hasta 1894 fueron recogidos en un volumen llamado The Morality of Marriage and Other Essays on the Status and Destiny of Women en 1897. 
Siguió escribiendo ficción. Publicó la novela The Wing of Azrael (1889). Le siguió una colección de cuentos, A Romance of the Moors (1891). Su novela más famosa, Daughters of Danaus (Las hijas de Dánao) (1894), es la historia de Hadria Fullerton, quien aspira a ser compositora, pero encuentra que le queda poco tiempo para este propósito por las exigencias de su época por obligaciones familiares, tanto por sus padres como las de esposa y madre. La novela ha sido considerada desde entonces unclásico feminista. También es bien conocido su cuento «The Yellow Drawing-Room» («La sala amarilla», 1892), en la que Vanora Haydon desafía la separación convencional de «esferas» de hombres y mujeres. Tales obras han sido consideradas como «ficción de la Nueva Mujer».
Fue una sufragista activa desde los veinte años de edad. También era una opositora activa a la vivisección, escribiendo ampliamente sobre el tema, incluyendo «The Sanctuary Of Mercy» (1895), «Beyond the Pale» (1896) y una obra «The Logicians: An episode in dialogue» (1902), en que los personajes discuten distintos puntos de vista sobre el tema. 
Entre sus escritos posteriores estuvo un gran libro de viajes ilustrado, Romantic Cities Of Provence (1906), y las novelas The Stones Of Sacrifice (1915), que describe los dolorosos efectos del autosacrificio en las mujeres, y The Great Wave (1931), de ciencia ficción social que ataca la política racista de la eugenesia negativa.
Mona Caird murió el 4 de febrero de 1932 en Hampstead.

## Obra
- Whom Nature Leadeth (1883) novela
- One That Wins (1887) novela
- Marriage (1888) ensayo
- The Wing Of Azrael (1889) novela
- The Emancipation of the Family (1890) ensayo
- A Romance Of The Moors (1891) cuentos
- The Yellow Drawing-Room (1892) historia
- A Defence of the So-Called Wild Women (1892) ensayo
- The Daughters Of Danaus (1894) novela
- The Sanctuary Of Mercy (1895) ensayo
- A Sentimental View Of Vivisection (1895) ensayo
- Beyond the Pale: An Appeal on Behalf of the Victims of Vivisection (1897) ensayo ampliado
- The Morality of Marriage and Other Essays on the Status and Destiny of Women (1897) ensayos
- The Pathway Of The Gods (1898) novela
- The Ethics of Vivisection (1900) ensayo
- The Logicians: An episode in dialogue (1902) obra de teatro
- Romantic Cities Of Provence (1906) libro de viajes
- Militant Tactics and Woman's Suffrage (1908) ensayo
- The Stones Of Sacrifice (1915) ensayo
- The Great Wave (1931) novela